# Big Love
Big Love és una sèrie de televisió estatunidenca, produïda i emesa per l'HBO, que tracta d'una família mormona que practica la poligàmia.
La sèrie consta de 12 capítols per temporada, a excepció de la tercera temporada que només en té 10. La primera es va emetre a l'HBO els diumenges, mentre que la segona temporada es va transmetre el dilluns, per aquest motiu la cadena de televisió diu que va patir baixes en el rating. La tercera temporada va tornar al seu horari dels diumenges per a poder ser captada pels seguidors.
La història es desenvolupa als afores de Salt Lake City, a Utah, on Bill Henrickson viu amb les seves tres esposes en cases contigües. Bàrbara Henrickson és la seva primera esposa i, a més a més, la legal. Amb ella té tres fills. La seva segona esposa és Nicolette Nicki Grant, la filla del profeta Roma Grant. Bill i Nicki tenen dos fills. La tercera i última esposa és Margene Heffman, la més jove, i té dos fills.
La configuració de la casa és bastant peculiar. Tot i que les cases con contigües, estan unides per un pati interior, cosa que permet als Henrickson viure una doble vida. De cara a l'exterior, en Bill i la Bàrbar són un matrimoni normal, mentre que Nicolette i Margene són simplement veïnes que, a més a més, són mares solteres.
El desenvolupament de la sèrie és realment complicat, ja que està ple de petits detalls que fan que tots aquells que no estan familiaritzats amb l'univers mormó.
Bill i Bàrbara són membres de l'Església de Jesucrist dels Sants dels Últim Dies (l'església mormona amb més membres i la més coneguda), però no hi assisteixen, ja que actualment rebutja la poligàmia. L'Església de Jesucrist dels Sants dels Últims Dies va practicar la poligàmia durant el segle xix, cosa que va causar grans problemes amb el govern. Davant les pressions (fiscals, entre d'altres), va haver d'abandonar-la definitivament i, en l'actualitat, la rebutja i excomulga a tots aquells membres que la practiquin. Per a ells, en aquella època era una llei de Déu però que avui en dia ha estart revocada. Existeixen declaracions oficials d'aquesta església que afirmen que la poligàmia no és acceptada.

## Personatges principals
- Bill Paxton: Bill Henrickson, marit de Barb, Nicki, i Margie
- Jeanne Tripplehorn: Barb Henrickson, primera dona de Bill, i mare de Sarah, Ben, i Tancy
- Chloë Sevigny: Nicki Grant, segona dona de Bill, mare de Wayne, Raymond i Cara Lynn
- Ginnifer Goodwin: Margie Heffman, tercera dona de Bill, mare de Lester, Aaron, i Nell
- Amanda Seyfried: Sarah Henrickson, filla de Bill i Barb
- Douglas Smith: Ben Henrickson, fill de Bill i Barb
- Bruce Dern: Frank Harlow, pare de Bill
- Harry Dean Stanton: Roman Grant, pare de Nicki